# Henrique, Conde de Chambord
Henrique, Conde de Chambord (em francês: Henri Charles Ferdinand Marie Dieudonné d'Artois; Paris, 29 de setembro de 1820 – Lanzenkirchen, 24 de agosto de 1883) foi rei de França e Navarra, de 2 de agosto a 9 de agosto de 1830, quando foi deposto por seu primo Luís Filipe d'Orleães e retirou-se ao exílio.
Era o filho póstumo de Carlos Fernando, Duque de Berry, filho mais novo de Carlos X e de Carolina de Nápoles e Sicília, filha do rei Francisco I das Duas Sicílias.

## Nascimento e juventude
Nascido no pavilhão de Marsan, no Palácio das Tulherias, agora Louvre. O pai de Henrique havia sido assassinado muitos meses antes de seu nascimento, não tendo tido nenhum membro da corte como testemunha do parto, o que foi usado por muitos orleanistas como desculpa para se questionar a legitimidade do príncipe.
Ao nascer, Henrique foi titulado duque de Bordéus. Como o antigo ramo da Casa de Bourbon encontrava-se em decadência e com poucos herdeiros diretos, o príncipe foi logo alcunhado Dieudonné ("Dádiva-divina") e "criança miraculosa".
Em 2 de agosto de 1830, em resposta à Revolução de Julho, o avô de Henrique, Carlos X, abdicou em favor do filho mais velho, então Luís Antônio, duque d'Angoulême e delfim de França, que vinte minutos depois viria a também abdicar. Henrique d'Artois foi automaticamente declarado rei de França e Navarra, cujo reinado fictício durou apenas sete dias, quando a Assembléia Nacional declarou que o trono deveria ser passado ao regente, seu primo distante o duque d'Orleães, que se tornaria Luís Filipe I de França.

## Exílio
Henrique e sua família deixaram a França em 16 de agosto de 1830. Enquanto parte dos legitimistas ainda o consideravam o soberano reinante, outros contestavam a validade das abdicações de seu avô e de seu tio, ao passo que os orleanistas defendiam a validade da aclamação de Luís Filipe I. Com a morte de seu avô em 1836, e de seu tio em 1844, Henrique tornou-se o principal pretendente ao trono francês do ramo Bourbon.
Henrique, que no exílio preferia utilizar sua antiga titulação do condado de Chambord, manteve suas pretensões ao trono durante a Segunda República e o Segundo Império. Em novembro de 1846, Henrique casou-se com a arquiduquesa Maria Teresa de Áustria-Este, filha de Francisco IV de Módena e de Maria Beatriz Vitória de Saboia. Os avós maternos da arquiduquesa eram Vítor Emanuel I da Sardenha e Maria Teresa de Áustria-Este. O casal não teve filhos.

## Esperanças
Em inícios dos anos 1870, com o fim do Segundo Império devido em grande parte à Guerra Franco-Prussiana, os monarquistas tornaram-se a maioria na Assembléia Nacional Francesa. Os orleanistas concordaram em apoiar Henrique, esperando sucedê-lo ao trono, em sua eventual morte, o conde de Paris Filipe d'Orleães. Contudo, Henrique insistiu que assumiria a Coroa apenas se a França abandonasse a Bandeira Tricolor, retornando ao antigo pavilhão branco com flor-de-lis, e se fosse mantida a origem divina de seu poder, e não o preceito popular. Isso desestabilizou a frágil aliança entre legitimistas e orleanistas, para além de enfraquecer a causa monárquica ante os liberais.

## Derrota
A Terceira República foi estabelecida como um governo provisório, a ser substituído após a morte de Henrique, quando então o mais liberal Filipe, conde de Paris, assumiria o trono. Todavia, à morte de Henrique, em 1883, a opinião pública preferiu manter a república que, de acordo com as palavras do antigo presidente Adolphe Thiers, "divide-nos menos". 
Henrique morreu em sua residência em Frohsdorf, Áustria. Foi enterrado junto a seu avô Carlos X na cripta do mosteiro de Castagnavizza, Gorizia. Após a morte de Henrique, sua esposa e alguns de seus apoiadores defenderam que seu sucessor legítimo ao trono seria seu primo e cunhado João, Conde de Montizón, então o membro mais velho da Casa de Bourbon. Outros partidários de Henrique aliaram-se aos orleanistas, apoiando o conde de Paris. Seus espólios foram deixados ao sobrinho, Roberto I de Parma, entre os quais se inclui o Castelo de Chambord.